# Jean-Marc Édouard
Pour les articles homonymes, voir Édouard.
Jean-Marc Edouard, né le 5 juin 1973, est un joueur de football de plage international français.

## Biographie

### Football à 11
Jean-Marc Édouard évolue surtout dans les clubs de l'ES Vitrolles et de l'US Marignane.

### Beach-soccer
Jean-Marc Édouard fait partie de l'équipe de France championne du monde en 2005. Il prend part à 11 matchs de Coupe du monde de football de plage (en 2005 puis 2006) pour 10 victoires. Lors de l'édition 2006, Édouard remporte le trophée du fair-play.
En 2010, sous les couleurs de Marseille XII beach-soccer, il remporte le premier championnat de France, entouré d’internationaux français parmi lesquels Sébastien Pérez, Rémy Ruiz, Noël Sciortino et Didier Samoun.
Absent des sélections depuis 2007, Jean-Marc Édouard est rappelé par Stéphane François en 2012 pour apporter son expérience à un groupe en reconstruction.

## Palmarès
- Coupe du monde
  - Champion en 2005
  - 3e en 2006

- Championnat de France
  - Champion en 2010